# Фальтерона
Фальтерона (итал.  Falterona) — гора в итальянской области Тоскана.

## Описание
Гора в Тоскано-Эмилианских Апеннинах. Высота над уровнем моря — 1654 м. Расположена между регионами Казентино, Муджелло и долинами Ронко и Монтоне региона Романья. Здесь находятся истоки реки Арно. Гора является частью национального парка Леса Казентинези — Монте Фальтерона — Кампинья.
Вблизи её вершины были обнаружены (1838 г.) богатые этрусские археологические находки с материалами VI—IV вв. до н. э., которые позднее были рассеяны (лишь несколько экспонатов сейчас находятся в Лувре и Британском музее).